# Natalja Worobjowa
Natalja Witaljewna Worobjowa (ros. Наталья Витальевна Воробьёва; ur. 27 maja 1991 w Tułunie) – rosyjska zapaśniczka, złota i srebrna medalistka olimpijska, dwukrotna mistrzyni świata.
Największym jej sukcesem jest złoty medal igrzysk olimpijskich w Londynie w kategorii 72 kg, gdzie w finale pokonała Bułgarkę Stankę Złatewą. Cztery lata później w Rio de Janeiro 2016 zdobyła srebrny medal w kategorii 69 kg. W Tokio 2020 zajęła siódme miejsce w kategorii 76 kg.
Jest również złotą medalistką mistrzostw Europy z Tbilisi (2013) i 2014 z Vantaa i 2020 z Rzymu, oraz brązową z Belgradu (2012) oraz złotą, srebrną i brązową medalistką mistrzostw świata. Trzecia na igrzyskach europejskich w 2015 i piąta w 2019 roku.
Triumfatorka igrzysk wojskowych w 2019.
Druga w Pucharze Świata w 2010; 2014 i 2015; piąta w 2012. Pierwsza na Światowych Igrzyskach Sportów Walki w 2013. Mistrzyni świata i Europy juniorów w 2009, 2010 i 2011. Mistrzyni Rosji w 2012, 2016 i 2019, trzecia w 2011 i 2013 roku.

## Odznaczenia
- Order Przyjaźni (13 sierpnia 2012) – za wielki wkład w rozwój kultury fizycznej i sportu, wysokie osiągnięcia sportowe na zawodach XXX Olimpiady 2012 roku w mieście Londynie (Wielka Brytania)[5]